# Bronisław Gąsiorowski

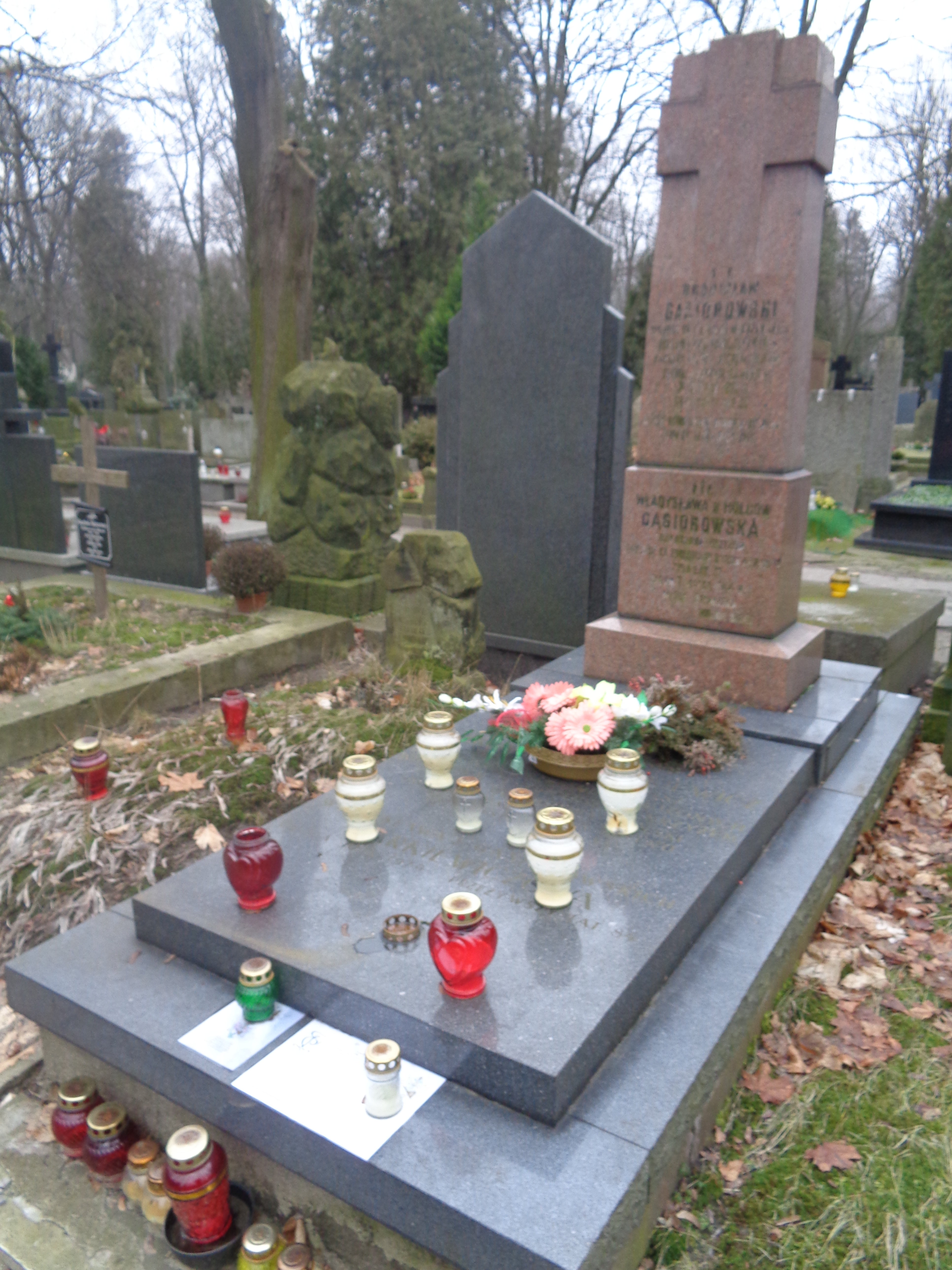
Grób Bronisława Gąsiorowskiego na Cmentarzu Powązkowskim

Bronisław Gąsiorowski (ur. 14 marca 1898, zm. 31 sierpnia 1920 w Zamościu) – podchorąży Wojska Polskiego, kawaler Orderu Virtuti Militari.

## Życiorys
Urodził się 14 marca 1898 w rodzinie Józefa i Władysławy z Holców (zm. 1944). Po ukończeniu Szkoły Realnej Emiliana Konopczyńskiego w Warszawie studiował na Politechnice Warszawskiej. Był barwiarzem korporacji akademickiej „Sarmatia”.
11 listopada 1918 jako ochotnik wstąpił do 3. szwadronu 4 pułku ułanów. W 1920 został skierowany do Szkoły Podchorążych Wojsk Kolejowych w Krakowie. W lutym tego roku, po ukończeniu szkoły, został mianowany podchorążym i przydzielony do pułku kolejowego w Warszawie, a następnie do batalionu kolejowego w Jabłonnie. Na początku lipca 1920 został przydzielony do załogi pociągu pancernego „Zagończyk” na stanowisko oficera kolejowego. Z załogą tego pociągu walczył na wojnie z bolszewikami pod Włodawą, Dorohuskiem, w obronie Chełma i w obronie Zamościa. Zmarł 31 sierpnia 1920 w Zamościu w następstwie odniesionych ran. 4 października 1920 został pochowany na Cmentarzu Powązkowskim w Warszawie.

## Ordery i odznaczenia
- Krzyż Srebrny Orderu Wojskowego Virtuti Militari nr 5136[8]